# Брунинью (футболист, 1986)
Бруну Филипе Рапозу Фернандеш (порт. Bruno Filipe Raposo Fernandes; род. 11 января 1986, Мира-де-Айре, Португалия) — португальский футболист, полузащитник клуба «Лузитанс».

## Биография

### Клубная карьера
В 1995 году начал заниматься футболом в команде «Миренше», а спустя год перешёл в систему лиссабонского «Спортинга», где занимался на протяжении девяти лет. В 2005 году был отдан в аренду клубу «Каза Пия», где играл с ещё четырьмя воспитанниками «Спортинга» — Жорже Тейшейрой, Янником Джало, Эмидиу Рафаэлем и Фернандо Ферейрой. В 2006 году стал игроком «Авеша». Зимой 2007 года перешёл на правах аренды в «Фафи». С 2007 года по 2009 год являлся футболистом клуба «Лозада», где стал игроком основного состава.
Лето 2009 года перешёл в стан «Портимоненсе» из второго дивизиона Португалии. Брунинью сыграл в шести матчах турнира, а его команда заняла второе место, уступив лидеру «Бейра-Мар» лишь по разнице забитых и пропущенных голов. В следующем сезоне был отдан в аренду «Лолетану». После играл за команды «Тирсенсе» и «Монсанту».
В июле 2012 года стал игроком «Лузитанса» из чемпионата Андорры, которую возглавлял Висенте Маркес. В составе команды дебютировал в еврокубках в двухматчевом противостоянии против мальтийской «Валлетты» в рамках первого квалификационного раунда Лиги чемпионов. По сумме двух игр андоррцы уступили со счётом (0:9). В сентябре 2012 года Бруну Филипе Рапозу стал обладателем Суперкубка Андорры, тогда его команда обыграла «Санта-Колому» (2:1). В игре против «Энкама» 27 января 2013 года португалец забил четыре гола в ворота противника, а «Лузитанс» одержал крупную победу (11:0). Во второй полуфинальной игре Кубка Андорры против «Сан-Жулии» Бруну Филипе Рапозу забил первый гол в матче, однако его команда уступила со счётом (1:2) и покинула турнир. В сезоне 2012/13 Бруниньо помог своей команде стать победителем Примера Дивизио и стал лучшим бомбардиром турнира с 17 забитыми голами. По итогам турнира официальный сайт УЕФА признала португальца лучшим игроком чемпионата, вместе с вратарём Элоем Казальсом из «Санта-Коломы».
Летом 2013 года принял участие в двух играх квалификации Лиги чемпионов против фарерского ЭБ/Стреймур. Однако это не помогло его команде, андоррцы уступили с общим счётом (3:7). В сентябре 2013 года команда стала победителем Суперкубка Андорры, обыграв «Унио Эспортива Санта-Колома» (1:0). В сезоне 2013/14 Бруниньо забил 11 голов в чемпионате Андорры, отстав на два гола от своего одноклубника Луиша Мигела, который и стал лучшим бомбардиром. «Лузитанс» же занял лишь четвёртое место в турнире. Также в этом сезоне «Лузитанс» дошёл до финала Кубка Андорры, где уступил «Сан-Жулии» (1:2). Сезон 2014/15 завершился для его команды серебряными медалями Примера Дивизио, а Бруниньо стал вторым бомбардиром в команде (забив 9 голов), уступив Жозе Агильяру с 11 мячами.
В мае 2015 года, вместе с другим игроком «Лузитанса» Рафаэлем Брито, подписал контракт с командой «Сан-Жулия». Португалец сыграл в двух играх первого квалификационного раунда Лиги Европы против датского «Ранерса». По сумме двух матчей андоррцы уступили со счётом (0:4). В сентябре 2015 года в игре за Суперкубок Андорры «Санта-Колома» обыграла «Сан-Жулию» в серии пенальти. Сезон 2015/16 завершился для команды бронзовыми наградами чемпионата, также «Сан-Жулия» дошла до полуфинала Кубка Андорры, где уступила команде «Энгордань» (1:2).
Летом 2016 года вернулся в «Лузитанс». В июле этого года вновь сыграл в квалификации Лиги Европы, на этот раз его команда уступила словенскому «Домжале» (2:5 по сумме двух встреч).

### Карьера в сборной
В составе юношеской сборной Португалии до 16 лет дебютировал 30 октября 2001 года в матче против Бельгии (2:3) в рамках турнира Валь-де-Марн. Всего за команду до 16 лет провёл десять игр, принимал участие в турнире Монтегю, где португальцы заняли 6-е место. В составе сборной до 17 лет провёл восемь встреч.

## Достижения
«Портимоненсе»
- Серебряный призёр второй лиги Португалии (1): 2009/10

«Лузитанс»
- Чемпион Андорры (1): 2012/13
- Серебряный призёр чемпионата Андорры (1): 2014/15
- Финалист Кубка Андорры (1): 2014
- Обладатель Суперкубка Андорры (2): 2012, 2013
- Лучший бомбардир чемпионата Андорры (1): 2012/13

«Сан-Жулиа»
- Бронзовый призёр чемпионата Андорры (1): 2015/16